# Mexická uhrančivá žába z jižní Srí Lanky
Mexická uhrančivá žába z jižní Srí Lanky (v anglickém originále The Mexican Staring Frog of Southern Sri Lanka) je šestý díl druhé řady amerického komediálního animovaného televizního seriálu Městečko South Park.

## Děj
Stan, Kyle, Eric a Kenny mají za domácí úkol najít veterána z války ve Vietnamu a vypracovat na toto téma referát. Chlapci jdou za Stanovým strýcem Jimbem a jeho kamarádem Nedem, kteří ve Vietnamu byli. Jimbo s Nedem však tehdejší realitu ve Vietnamu nepopíši zcela pravdivě a hoši dostanou od pana učitele Garrisona 5- za nesplněný úkol. Chlapci se rozhodnou Jimbovi s Nedem pomstít a pošlou pod anonymním jménem video s výskytem tzv. mexické uhrančivé žáby ze Srí Lanky do jejich pořadu Lov a zabíjení, kde se věnují lovení přemnožených i ohrožených druhů zvěře. Žába ve videu byla samozřejmě falešná, ale když se jí Jimbo s Nedem vydají hledat, Ned při pohledu na ní ztuhne. Je převezen do nemocnice a Jimbo si myslí, že je to následkem toho, že se jí podíval do očí, jelikož žába dokáže hypnotizovat. Chlapci se Jimbovi přiznají, že mu lhali a jen se chtěli pomstít. Jimbo je smutný z toho, že se mu teď lidé vysmějí a že je jeho kamarád v kómatu. Jejich příběhu si všimne producentka z pořadu Ježíš a přátelé, který konkuruje Jimbově a Nedově seriálu, a pozve je do své show. V této talk show, kterou moderuje Ježíš, který se snaží nálezat pravdu a vyslýchat lidi, jim producentka poradí, ať pro větší sledovanost lžou a napadají se. Nakonec se díl vymkne kontrole a hosté i lidé z publika se začne mlátit. Zastaví to Jéžíš, čímž dá prostor hostům se pravdivě vyjádřit. Poté, co Jéžíš zjistí, že jim producentka nařídila lhát a bít se, omluví se hostům a pošle producentku do pekla.